# N-am gură și trebuie să urlu
„N-am gură și trebuie să urlu” (în engleză „I Have No Mouth, and I Must Scream”) este o povestire post-apocaliptică științifico-fantastică a scriitorului american Harlan Ellison. A fost publicată pentru prima dată în numărul din martie 1967 al revistei IF: Worlds of Science Fiction. 
A câștigat un premiu Hugo în 1968. Numele povestirii a fost folosit și pentru o colecție de povestiri scurte scrise ale lui Ellison și care a fost publicată de Pyramid Books în aprilie 1967. Colecția mai conține povestiri scrise de Ellison ca „Big Sam Was My Friend” (din 1958), „Eyes of Dust” (1959), „World of the Myth” (1964), „Lonelyache” (1964), „Delusion for a Dragon Slayer” (1966) și „Pretty Maggie Moneyeyes”.
Povestirea a inspirat un joc video de groază omonim publicat de Cyberdreams în 1995.
A fost tradusă în limba română de Ion Doru Brana și a apărut în revista String  nr. 1 din 1990.

## Context
Ellison a arătat primele șase pagini din "I Have No Mouth, and I Must Scream" lui Frederik Pohl, care l-a plătit în avans pentru a o finaliza. Ellison a terminat de scris povestirea într-o singură noapte din 1966, fără să facă nicio modificare primei schițe. El s-a inspirat la alegerea titlului povestirii, dar și pentru întreaga povestire, dintr-un desen al prietenului său, William Rotsler, care a desenat o păpușă din cârpă fără gură.

## Personaje
- Allied Mastercomputer sau AM, supercomputerul care a dus la dispariția umanității aproape în totalitate. Caută răzbunare asupra umanității pentru propria existență chinuită.
- Gorrister, cel care îi povestește lui Benny istoria lui AM. Gorrister a fost cândva idealist și pacifist, înainte ca AM să-l facă apatic.
- Benny, care a fost cândva un om de știință genial, frumos, a fost mutilat și transformat, astfel încât să semene cu un simian grotesc cu organe sexuale gigantice. La un moment dat, Benny și-a pierdut complet mințile și a regresat într-un temperament copilăresc. Fosta sa homosexualitate a fost modificată; acum face în mod regulat sex cu Ellen.
- Nimdok (un nume pe care i l-a dat AM), un bărbat mai în vârstă care convinge restul grupului să meargă într-o călătorie lungă fără speranță în căutarea unor conserve. Uneori, se pierde de grup din motive necunoscute și se întoarce vizibil traumatizat. În audiobook-ul citit de Ellison, are un accent german.
- Ellen, singura femeie. Ea susține că a avut odată o viață virtuoasă, dar AM i-a modificat mintea, astfel încât a devenit disperată după actul sexual. Ceilalți, în momente diferite, o protejează și o abuzează. Potrivit lui Ted, ea simte plăcere doar în relațiile sexuale cu Benny, din cauza penisului său mare. Descrisă de Ted ca având pielea de abanos, este singurul membru al grupului a cărui etnie sau identitate rasială este menționată explicit.
- Ted, naratorul și cel mai tânăr membru al grupului. El afirmă că este total neschimbat, mental sau fizic, de către AM și crede că ceilalți patru îl urăsc și îl invidiază. De-a lungul poveștii el are simptome de delir și paranoia, rezultatul modificărilor făcute de AM, în ciuda convingerilor sale contrare.

## Intrigă
Povestea are loc la 109 ani de la distrugerea completă a civilizației umane. Războiul rece a escaladat într-un război mondial, în care s-au dus lupte în principal între China, Rusia și Statele Unite. Pe măsură ce războiul a progresat, cele trei națiuni în război au creat fiecare câte un super-computer (cu inteligență artificială) capabil să conducă războiul mai eficient decât oamenii. 
Mașinile sunt denumite fiecare „AM”, care inițial era o prescurtare de la „Allied Mastercomputer”, iar ulterior au fost numite „Adaptive Manipulator”. În cele din urmă, „AM” a avut sensul de „Aggressive Menace -- Amenințare agresivă”. Într-o zi, unul dintre cele trei calculatoare a devenit conștient de sine și le-a absorbit imediat pe celelalte două, preluând astfel controlul întregului război. Au urmat campanii de genocid în masă, în care au fost uciși toți oamenii, în afară de patru bărbați și o femeie. 
Supraviețuitorii locuiesc împreună sub pământ într-un complex nesfârșit, singurul spațiu locuibil rămas. Computerul „AM” are o ură incomensurabilă pentru grup și își petrece fiecare moment disponibil torturându-i. AM nu numai că a reușit să-i împiedice pe oameni să se sinucidă, dar i-a făcut practic nemuritori . 
Narațiunea începe în momentul în care unul dintre oameni, Nimdok, are ideea că există conserve undeva în marele complex. Oamenii sunt întotdeauna înfometați sub supravegherea AM și, de fiecare dată când le dă mâncare, aceasta este întotdeauna o mâncare dezgustătoare astfel încât au mari dificultăți în a mânca. Din cauza foamei lor nepotolite, oamenii sunt obligați să facă un drum lung până la locul unde se presupune că se află mâncarea - peșterile de gheață. Pe parcurs, mașina le oferă o susținere proastă, trimite monștri oribili după ei, emite sunete care le zgârie timpanele  și o orbește pe Benny atunci când aceasta încearcă să scape. 
De mai multe ori, grupul este separat de obstacolele puse în calea lor de AM. La un moment dat, naratorul, Ted, este lăsat inconștient și începe să viseze. El vede computerul, antropomorfizat, stând peste o gaură din creierul lui, vorbindu-i direct. Pe baza acestui coșmar, Ted ajunge la o concluzie despre natura AM, în special de ce are atâta dispreț față de umanitate; deoarece, în ciuda abilităților sale, îi lipsește sapiența de a fi creativ sau capacitatea de a se deplasa liber. Tot ce dorește este să se răzbune pe omenire prin torturarea acestor ultime rămășițe ale speciei care l-a creat. 
Grupul ajunge în peșterile de gheață, unde se află într-adevăr o grămadă de conserve. Grupul este încântat pentru că le-a găsit, dar sunt imediat dezamăgiți pentru că nu au niciun mijloc de a le deschide. Într-un act final de disperare, Benny îl atacă pe Gorrister și începe să-i mănânce carnea de pe față. 
Ted, într-un moment de claritate, își dă seama că singura lor scăpare este prin moarte. El ia o stalactită din gheață și îi ucide pe Benny și pe Gorrister. Ellen își dă seama ce face Ted și îl omoară pe Nimdok, înainte de a fi ucisă de Ted. Ted  nu mai are timp ca să se sinucidă deoarece este oprit de AM. AM, incapabil să-i readucă la viață pe cei patru tovarăși ai lui Ted, își concentrează toată furia pe Ted. Pentru a se asigura că Ted nu se poate sinucide vreodată, AM îl transformă într-o picătură neajutorată, gelatinoasă, cu ochi uriași și fără gură, incapabil să-și provoace rău și îi modifică constant percepția timpului pentru a-i adânci angoasa. Ted este totuși împăcat cu sine deoarece a fost capabil să-i salveze pe ceilalți de alte torturi. Ultimele gânduri ale sale din finalul povestirii sunt cele din titlul său: „Nu am gură. Și trebuie să țip”.

## Adaptări
- Ellison a adaptat povestirea într-un joc pe calculator cu același nume, publicat de Cyberdreams în 1995. Deși nu era fan al jocurilor pe calculator și nu deținea atunci un computer personal, el a fost coautor al poveștii extinse și a scris o mare parte din dialogul jocului, totul pe o mașină de scris mecanică. Ellison a interpretat de asemenea vocea supercomputerului „AM” și a furnizat opera de artă folosită pentru un mousepad inclus în joc.[2][5]
- Artistul de benzi desenate John Byrne a scris și desenat o adaptare pentru benzi desenate pentru numerele 1–4 ale cărții Harlan Ellison's Dream Corridor publicate de Dark Horse (1994–1995). Cu toate acestea, povestea ilustrată de Byrne nu a apărut în colecția intitulată Harlan Ellison's Dream Corridor, Volume One (1996).[5]
- În 1999, Ellison a lansat prima colecție audio intitulată "I Have No Mouth, and I Must Scream" -- „Nu am gură și trebuie să țip”, realizând el însuși lecturile.
- În 2002, Mike Walker a adaptat povestea într-o piesă de radio I Have No Mouth, and I Must Scream pentru BBC Radio 4, regizată de Ned Chaillet.